# Estación Delta (Bruselas)
La estación Delta es una estación del sistema de metro de Bruselas y una estación de ferrocarril de cercanías de la NMBS/SNCB en la municipalidad belga de Auderghem, Bruselas. En ella paran la línea 5 de metro y las líneas S4 y S7 del servicio S-Trein.
También es el lugar de las principales instalaciones de mantenimiento del material rodante pesado del metro. Debido a esto, Delta ofrece los primeros servicios por la mañana y es también la última estación en cerrar. El complejo de mantenimiento también da servicio a una amplia flota de autobuses.
La estación principal de ferrocarril, localizada en el mismo complejo, aloja dos andenes que dan servicio a la línea de ferrocarril suburbano 26 de la NMBS/SNCB, que enlaza Vilvoorde con Halle vía Etterbeek. Hay un enlace directo entre las vías del metro y del ferrocarril dentro de la estación, permitiendo el transporte del material rodante del metro a través de la red de ferrocarriles belgas.
La estación Delta se encuentra cerca de la intersección de "Boulevard du Triomphe/Triomflaan" con "Boulevard des Invalides/Invalidenlaan" ofrece acceso al campus adyacente de Plaine, de la Université Libre de Bruxelles; y al campus de Etterbeek de la Vrije Universiteit Brussel. La estación fue inaugurada el 20 de septiembre de 1976, como parte del primer segmento de metro pesado de la red, localizado en el ramal este de la línea 5, anteriormente conocida como 1A.
Delta es destacable por ser la única estación en toda la red de metro de Bruselas por ser nombrada por una característica propia en lugar de una calle, barrio u otra localización adyacente: el nombre se deriva de la forma triangular del complejo de mantenimiento visto desde el aire, que recuerda a la letra griega mayúscula Δ.

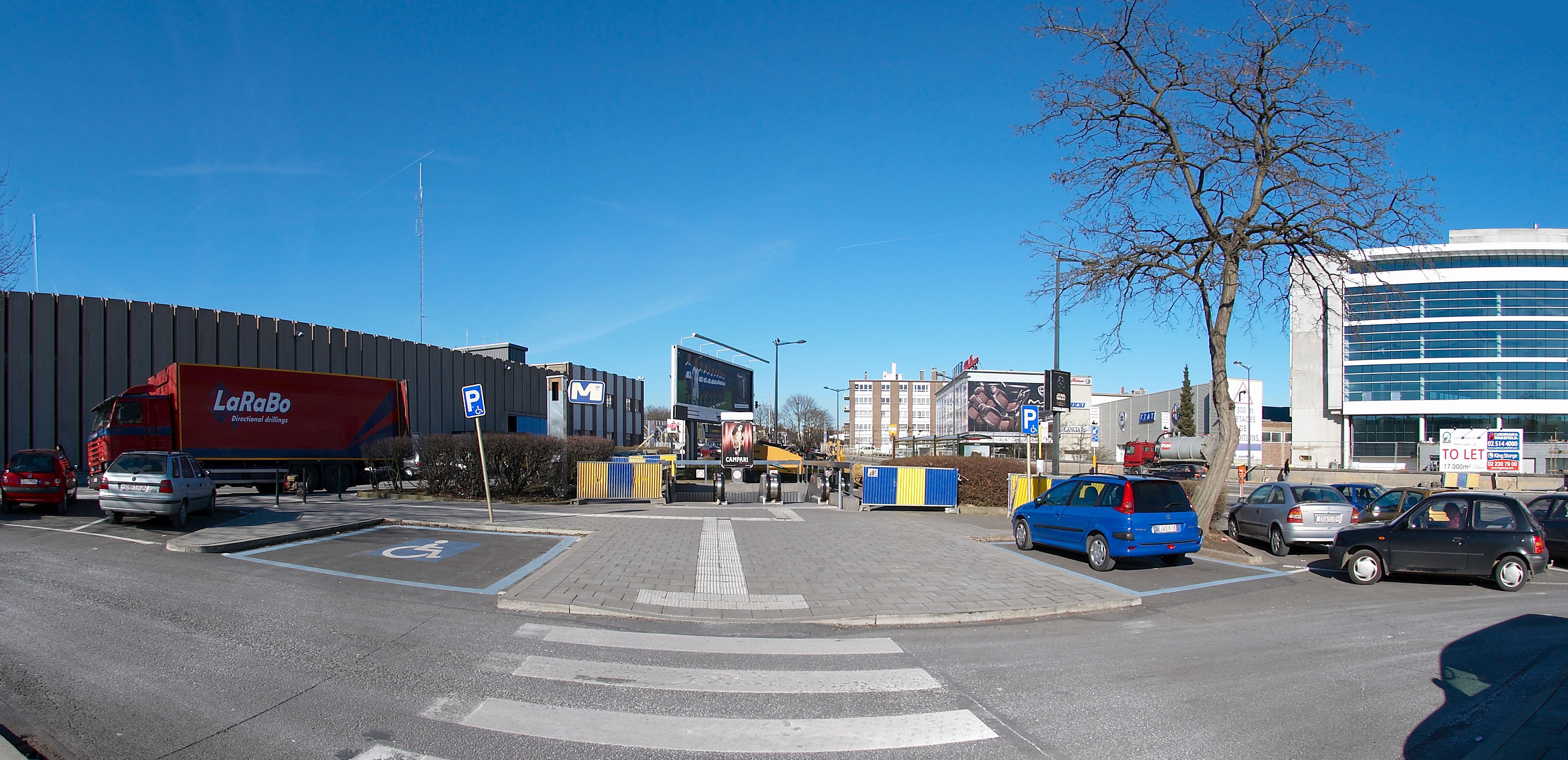
Entrada a la estación de metro.